# Gomphocerippus
A Gomphocerippus a sáskafélék rendszertani családjának egyik neme. Az ide tartozó fajok Eurázsiában élnek a Pireneusoktól Közép-Ázsiáig.

## Fajok
A genusba két faj tartozik. Magyarországon az erdei bunkóscsápúsáska képviseli.
- Gomphocerippus longipennis Li & Ren, 2016[3]
- Gomphocerippus rufus (Linnaeus, 1758) - erdei bunkóscsápúsáska (típusfaj)